# رولتسهایم
رولتسهایم (به آلمانی: Rülzheim) یک شهر در آلمان است که در گرمرسهایم واقع شده‌است. رولتسهایم ۷٬۸۲۱ نفر جمعیت دارد.